# عالم قاسموف
عالِم قاسموف (به ترکی آذربایجانی: Alim Qasımov) خواننده و موسیقیدان آذربایجانی است. وی در سال ۱۹۹۹ جایزه IMC یونسکو (که به جایزه نوبل موسیقی مشهور است) را به دلیل شناساندن موسیقی «مقامی» آذربایجان عنوان بهترین خواننده را از آن خود کرد. جایزه ای که قبل از او به کسانی چون نصرت فاتح‌علی خان، فون کارایان، شوستاکوویچ، برنشتاین، راوی شانکار و … تعلق گرفته‌است. بسیاری از موسیقی شناسان جهان از تکنیک‌های بی نظیر او در آواز ابراز شگفتی نموده و او را یکی از افسانه‌های موسیقی شرق خوانده‌اند.
عالِم تاکنون ۹ آلبوم موسیقی مقامی منتشر کرده‌است. او دارای دختری به نام فَرغانه است که تاکنون با پدرش ۳ آلبوم مشترکاً به بازار عرضه نموده‌اند. او تاکنون کنسرت‌هایی در کشورهای فرانسه، ایران، انگلیس، آلمان، اسپانیا، بلژیک، برزیل و آمریکا برگزار کرده‌است.

## زندگی‌نامه
عالِم قاسموف در سال ۱۹۵۷ میلادی در منطقه شماخی از توابع شروان در ۱۰۰ کیلومتری باکو پایتخت آذربایجان به دنیا آمد.وی همراه با خانواده‌اش در مزرعه‌ اجاره‌ای دولت شوروی کشاورزی می‌کردند.
پدرش خواننده‌ای با صدای خوب بود ولی هیچ وقت به‌طور حرفه‌ای به دنبال خوانندگی نرفت. از سوی دیگر او از همان دوران کودکی علاقهٔ خود را نسبت به موسیقی نشان داده بود اما پول کافی برای خرید آلات موسیقی نداشت و با کمبود امکانات برای خود ساز می‌ساخت. والدین او به این علاقهٔ فرزندشان پی برده بودند. از این رو پدرش با پوست بز، دایره‌ای (قاوال) برای فرزندش ساخت و مقدمهٔ هنرنمایی وی از همان دوران کودکی فراهم شد.
با شروع آوازخوانی عالِم، والدینش به او پیشنهاد می‌کنند که در یک مدرسه موسیقی تحصیل نماید. با توجه به اتفاقی که در سن ۱۴ سالگی برای وی رخ داده بود ثابت کردن توانایی و استعدادش به دیگران کمی دشوار بود: در هنگام اجرای کنسرت موسیقی محلی تماشاچیانی که در آنجا بودند فکر می‌کردند که عالِم آلت موسیقی را به‌طور درست و به سبک سنتی در دست نگرفته‌است که خنده آن‌ها موجب فرار عالِم از صحنه کنسرت شد.
با وجود این عقب‌نشینی، والدینش اصرار در ادامه مسیرش داشتند و او توانست در سن ۲۱ سالگی در مدرسه موسیقی شهر باکو ثبت نام کند.
مدت این دوره تحصیلی ۴ سال بود که شامل تکنیک‌های مخصوص صدا و مقام و مجموعه آهنگ‌های کلاسیک آذربایجانی بود. هنگامی که عالِم آهنگ‌ها را با خود می‌خواند اساتیدش آنقدر تحت تأثیر صدایش قرار گرفتند که عالِم را تشویق کردند ۲ سال زودتر در امتحانات نهایی شرکت کند ولی او با نپذیرفتن این موضوع اظهار می‌کرد که برای کامل کردن توانایی‌هایش به زمان بیشتری نیاز دارد. عالِم درک کرده بود که موسیقی برایش سرگرمی نیست بلکه یک ضرورت و نیاز برای بیان استعداد منحصر بفردش و عشق و علاقه شدیدش به موسیقی بود.
در سال‌های آخر تحصیلی عالِم تکنیک صدایش را درست کرد و به آسانی امتحانات نهایی را پشت سر گذاشت اما بعدها او به این نتیجه رسید که کیفیت صدایش اهمیت بسیار بالایی در جایگاهش در موسیقی مقامی دارد و اعتقاد داشت که تا آن لحظه احساسات و درک عمیق‌تری از مقام را به‌طور کامل نفهمیده‌است.
عالِم در سن ۲۲ سالگی نشان بزرگ خوانندگی (نشان جبار قاریاغدی‌اوغلو) را دریافت می‌کند و از محضر نوازندگان بزرگی همچون بهرام منصورف و حبیب بایرامف (نوازندگان مشهور تار) و نریمان علیف و آقا عبدالله‌اف نهایت استفاده را می‌برد. عالِم قاسموف شاگرد حاجی‌بابا حسینوف بوده‌است.

## دوران حرفه‌ای
عالِم قاسموف زمانی آوازخوانی را به‌طور رسمی شروع کرد که آذربایجان زیر سلطه شوروی بود و در این وضعیت از مقام و موسیقی سنتی هیچ حمایتی نمی‌شد، اجراها محدود بود. ضمن اینکه هنرمندان کمی موفق به حفظ تاریخ و سبک اجدادی خود شده بودند.
هرچند که افزایش شهرت عالِم با کاهش نفوذ اتحاد جماهیر شوروی همراه بود ولی او در حرفه خود به صورت جهانی شناخته شد. او در سال‌های ۱۹۸۳ و ۱۹۸۷ جایزه هنر مدرن و سنتی در منطقه آسیای مرکزی یونسکو را از آن خود کرد.
در شرایطی که سفر یک تبعه آذربایجانی به خارج از مرزهای شوروی امری نادر و غیرعادی بود کنسرتها و تورهای او یکی پس از دیگری هم در داخل کشور و هم درکشورهای دیگر مورد استقبال فراوان قرار می‌گرفتند.
وی با تامیلا اصلانوا ازدواج کرد ماحصل این ازدواج اولین دخترش بنام فرغانه بود که در سال ۱۹۸۰ به دنیا آمد و پس از آن دو فرزند دیگرش، پسری بنام قدیر و دومین دخترش بنام دلربا به دنیا آمدند ولی با همه این تغییر و تحولات در زندگیش و از بین رفتن نفوذ خارجی‌ها (شوروی) از شهرها و تلویزیون، عالِم زندگی و موسیقی شخصی خود را ادامه می‌داد.
در سن ۲۷ سالگی و با بازی در نقش مجنون در اپرای لیلی و مجنون چشم‌ها را متوجه خود ساخت و سپس مدارج ترقی در آواز ترکی را به نحوی پیمود که از وی به عنوان شایسته‌ترین جانشین خوانندگان صاحب نامی چون جبار قاریاغدی‌اوغلو، سید و خان شوشینسکی یاد می‌شود.
عالِم قاسموف از سال ۱۹۷۹ میلادی در مکتب آذربایجان شروع به کار کرده‌است و در سن سی و سه سالگی توانست نشان درجه یک هنری از کشورش آذربایجان دریافت دارد.
سبک عالِم نه تنها در بخش موسیقی مقامی و سنتی آذربایجان رواج می‌یافت بلکه در سبک «عاشق» و سبک حماسی روستایی با ریشه‌های آذربایجانی، ترکیه‌ای و منطقه ترکی
ایران نفوذ کرد. این سبک شاگردان سایر استادان را نیز تحت تأثیر قرار داد و اعتبار منحصر بفرد جایگاه عالِم به حدی بالا رفت که نصرت فاتح‌علی خان که در بیان این موضوع می‌گوید: «وقتی من موسیقی و کنسرت عالِم را تماشا کردم بسیاری از درهای بسته برایم باز شد و پاسخ بیشتر سوال‌هایم داده شد.»
طرز بیان و سبک سنتی مقام که عالِم ارائه می‌داد در موفقیتش خیلی مؤثر و کارا بود. او می‌دید که بهترین را نمایش و اجرای موسیقی مقامی در مقابل تماشاچیان و ایجاد یک بستر مناسب در این مقطع زمانی این روش است.
به همین ترتیب عالِم با سبک آوازخوانی و صدایش و با معرفی نواهای تازه ای از قبیل نقاره، بالابان، کلارینت و نوعی طبل فلزی در دستگاه‌های مقامی انقلابی به پا کرد. بعلاوه او با دانستن و آگاهی به نوآوری، در انتخاب اعضای گروهش و شاگردانش نوازندگان باتجربه را با جوانترها تمرین می‌داد زیرا اعتقاد داشت آن‌ها پرانرژی تر هستند.
در دهه ۱۹۹۰ شاهد کنسرت‌های متعددی در سطح گسترده در کشورهای ایران، برزیل و ایالات متحده و سراسر اروپا بودیم.
موسیقی و سبکی که عالِم در اروپا و آمریکای شمالی به نمایش گذاشت بسیار مورد استقبال قرار گرفت. در یکی از این کنسرتها، وقتی برای شرکت در فستیوال موسیقی کلاسیک به فرانسه رفته بود به‌طور تصادفی جف بوکلی ملاقات کرد که این دیدار باعث ایجاد همکاری بین آن‌ها می‌گردد.
بوکلی تماشاچی موسیقی عالِم بود و آن‌ها یک قطعه موسیقی بنام "What Will You Say"باهم اجرا کردند که به‌طور زنده از برنامه بوکلی پخش گردید.
اعلام استقلال آذربایجان از اتحاد جماهیر شوروی در سال ۱۹۹۱ اهمیت و اعتبار فرهنگ آذری هنرمندان را افزایش داد که این عامل باعث شد که هم سبک مقامی و هم عالِم قاسموف در سطح بین‌المللی شناخته تر شوند. عالیم در سال ۱۹۹۳ به عنوان هنرمند مردمی آذربایجان نامیده می‌شود و در سال ۱۹۹۹جایزه IMC یونسکو (که به جایزه نوبل موسیقی مشهور است) را به دلیل شناساندن موسیقی «مقامی» آذربایجان با عنوان بهترین خواننده، از آن خود کرد. جایزه ای که قبل از او به کسانی چون نصرت فاتح‌علی خان، فون کارایان، شوستاکوویچ، برنشتاین، راوی شانکار و … تعلق گرفته‌است.
تورها و کنسرت‌های گسترده عالِم و پیشرفتش در موسیقی مقامی باعث شد که سازمان یونسکو در سال ۲۰۰۳ موسیقی مقامی آذربایجان را به عنوان شاهکار آوازخوانی و میراث مردمی و موسیقی سنتی قدیمی قرن شد و این عاملی شد که عالِم در حفظ و ترویج موسیقی مقامی مصمم تر گردد. او در اولین فرصت موسیقی خود را برای اولین بار در سطح بین اللملی ضبط و منتشرکرد. در سال ۱۹۹۶ با همکاری برادران منصورف و بدنبال آن با آلبوم‌های هنر مقام و هنر افسانه‌ای مقام در سال ۱۹۹۸ ارائه مقام کلاسیک به سبک خودش را آغاز کرد.

## معرفی کردن فرغانه

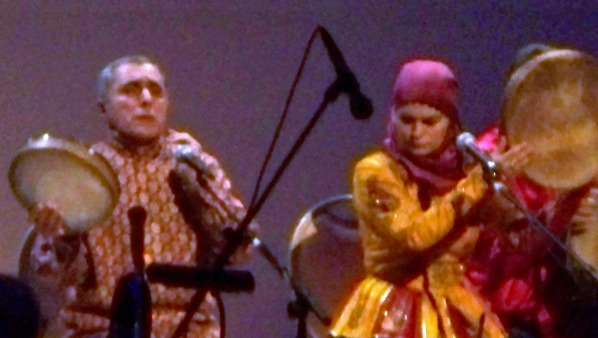
فرغانه در اجرایی همراه با پدر

فرغانه قاسموف دختر عالِم قاسموف که یک کارآموز مقام بود و از سن ۱۶ سالگی به‌طور غیررسمی با پدرش تمرین می‌کرد. در سن ۲۰ سالگی به اوج مهارت‌اش رسید و عالِم دخترش را به گروهش معرفی کرد. در سال ۱۹۹۷ فرغانه اولین اجرای خود را در آهنگی بنام Getme Getme با همخوانی پدرش انجام داد.
در آلبوم بعدی عالِم تصمیم گرفت که آهنگ Bağışla Meni را وقف نصرت فاتح‌علی خان کند و انتشار این موضوع دستاورد بزرگی برای عالِم در اولین انتشار جهانی آثارش در بین شنودگان غربی و موفقیتش در مقابل منتقدان بود.
هدف او ارتباط دوباره نسل جوان با موسیقی مقامی بود ودر این راه از انجام هیچ کاری مضایقه نمی‌کرد. موسیقی عالِم نه تنها برای بخش اسلامی-سنتی مردم آذربایجان جذاب بود بلکه در بین تعداد زیادی شنوندگان موسیقی مدرن نیز محبوبیت خاصی داشت.
عالِم در مورد افزایش موسیقی مقامی در بین قشر جوان می‌گوید: «بعضی وقتها جوانان بعد از کنسرتها نزد من آمده به من تبریک می‌گفتند من از خوشحالی پر درمی‌آوردم، احساس خیلی خوبی به من دست می‌دهد وقتی می‌توانم احساسات درونی آنها نسبت به موسیقی را در دوران جوانی بیدار کنم در حالیکه می‌دانم درک موسیقی مقامی در دوران جوانی آسان نیست.»
در سال ۱۹۹۷ عالِم آلبوم هنر مقام و در سال ۲۰۰۷، موسیقی معنوی آذربایجان را منتشر ساخت و فرصتی یافت تا در سال ۲۰۰۵ کنسرتی بنام پروژه جاده ابریشم هنرنمایی کنداین کنسرت با هدف ترویج فرهنگ‌های چند ملیتی و مبادلات فرهنگی میان شرق و غرب برگزار گردید.
روزنامه نیویورک تایمز با توجه به عملکرد خاص و تواناییی‌های ویژه عالِم، نقش مالک منصورف و رئوف اسلاموف را در کنار عالِم در این کنسرت بسیار پررنگ جلو داده بود.
عالِم کنسرتهای زیادی را در سراسر اروپا با همکاری دخترش برگزار کرد و در همه دعوتهایی که از او برای شرکت و هنرنمایی در جشنواره‌های موسیقی اصیل کشورهایی مانند مصر و فرانسه به عمل می‌آمد عملکردهایش فارغ از محل و مکان اجرا همیشه با تحسین و تشویق منتقدان همراه بود.

## دیدگاه‌ها
عالِم قاسموف معتقد است: «اگر من قدر صدایم این نعمت خداوندی را نمی‌دانستم و شب و روز تمرین نمی‌کردم این صدا خیلی وقت پیش مرا ترک می‌کرد. من تا زمانیکه لازم نشده حنجره ام را نفروخته‌ام حتی شده با دوستانم به خاطر یک دهن آواز خواندن دشمن شده‌ام، اما حنجره‌ام را نفروخته‌ام. خب حنجره‌ام هم اگر مرد باشد مرا نمی‌فروشد.»
· برای آوازخوانی باید در انسان حالتی ایجاد شود، آن حالت درونی را امروز ابزارهایی مانند کامپیوتر، تلفن و خیلی نمادهای زندگی امروزی از انسان گرفته‌اند.
· تأثیر یک موسیقی‌دان از مردم به معنای کار پاپ صرف نیست بلکه از واکنش‌های مردم می‌توان تصمیم گرفت که چگونه اثر خود را اصلاح کنیم.
· موسیقی اگر برون رفت از حالتی جماد در انسان‌ها باشد می‌تواند در روحشان تأثیر داشته باشد.

· بداهه کاری در واقع خلق هنر در لحظه است و آنقدر هنرمند باید رها شود که بتواند اثری این را به دور از کلیشه‌های سابقش تولید کند.